# Повстынь
Повстынь (бел. Паўстынь) — деревня в Слуцком районе Минской области Беларуси. Административный центр Повстынского сельсовета. Находится в 18 км юго-восточнее Слуцка.

## История
В начале XX в. в деревне насчитывалось 107 дворов, 619 жителей. На 1 января 1998 года — 207 дворов, 529 жителей.
В деревне установлены памятники 158 землякам, которые погибли во время Великой Отечественной войны и Э. Тельману, в честь которого назван колхоз.

## Транспорт
Доехать со Слуцка до деревни можно на автобусе:

218с — Слуцк АВ — Повстынь

Расписание Архивная копия от 26 сентября 2013 на Wayback Machine

## Инфраструктура
- Сельский исполком
- Повстынская сельская библиотека-филиал № 34 сети публичных библиотек Слуцкого района  Архивная копия от 8 августа 2014 на Wayback Machine.
- Сельский клуб
- Магазин «Продукты»
- Магазин «Промтовары»
- Средняя школа
- Отделение почтовой связи «Повстынь»

## Известные уроженцы
- Жук, Валерий Иванович (1949) — белорусский искусствовед, кандидат искусствоведения, лауреат Государственной премии Беларуси.
- Жук, Иван Васильевич (1954) — белорусский ученый в области машиностроения, доктор технических наук, профессор.